# Ω

Omega en una letra capital del Etymologicum Magnum (1499).

Omega (en mayúscula Ω, en minúscula ω; llamada en griego antiguo ὦ ô /ɔ̂ː/, en griego moderno ωμέγα ōméga /oˈme.ɣa/, lit. ‘o grande’) es la vigésima cuarta y última letra del alfabeto griego. Su forma recuerda a una Ο abierta por abajo. Fonéticamente se pronunciaba como una o larga de apertura media.
Su nombre literal, o grande, se contrapone al de la letra ómicron (ὂμικρόν, ‘o pequeña’). Esta denominación es de origen bizantino: en la Grecia antigua, se llamaba ō (ὦ) a la omega y ou (οὖ) a la ómicron.
En términos fonéticos, la omega en griego antiguo se pronunciaba como una vocal larga, abierta, media y redondeada [ɔː], mientras que la ómicron representaba la vocal redondeada posterior media cerrada [o], y el dígrafo ου se pronunciaba como la vocal redondeada posterior media cerrada larga [oː]. En griego moderno, tanto la omega como la ómicron se pronuncian como una o abierta. La letra omega se translitera al alfabeto latino como ō o simplemente o.
En el sistema de numeración griega tiene un valor de 800 ochocientos (Ωʹ).
Como letra final del alfabeto griego, la omega se utiliza a menudo para indicar el último, el final o el límite último de un conjunto, en contraste con la alfa.
Una variante mayúscula de la omega consiste en escribir una o con una línea inferior «O», suele ser común en la escritura a mano.

## Historia
La Ω no formaba parte de los primeros alfabetos griegos (siglo VIII a. C.). Se introdujo a finales del siglo VII a. C. en las ciudades jónicas de Asia Menor para denotar una vocal semiabierta posterior redondeada larga [ɔː]. Su forma proviene de una omicron (Ο) que ha sido abierta por el lateral (), con los brazos posteriormente doblados hacia fuera (, , , ). La ciudad dórica de Cnido, así como algunas islas del Egeo, concretamente Paros, Thasos y Melos, eligieron la innovación exactamente opuesta, utilizando un círculo roto para la /o/ corta y un círculo cerrado para la /o/ larga.
El nombre «omega» (Ωμέγα) es de la época bizantino; en griego clásico, la letra se llamaba sencillamente ō (ὦ), mientras que el omicrón se llamaba ou (οὖ). La forma minúscula moderna se remonta a la forma uncial , una forma que se desarrolló durante el siglo III a. C. en la escritura antigua en papiro, a partir de una forma aplanada de la letra () que tenía sus bordes aún más curvados hacia arriba.
Además del alfabeto griego, la omega también se adoptó en el alfabeto cirílico arcaico, véase omega cirílica (Ѡ, ѡ). Se conjetura que una variante rética es el origen o en la evolución paralela de la runa odal ᛟ del alfabeto rúnico antiguo. La revisión de 1982 del alfabeto africano de referencia incorpora la omega latina a esta versión del alfabeto latino para usarse en el idioma kulango (una de las lenguas sabánicas), esta aparece en Unicode con el código U+A7B6, no obstante ha tenido poco uso.

### Variantes epigráficas
En las fuentes epigráficas arcaicas aparecen las siguientes variantes:

## Uso
En el griego antiguo omega representaba una vocal larga semiabierta posterior redondeada, en AFI: [ɔː], en contraste con omicrón que representaba la vocal semicerrada posterior redondeada, AFI: [o] y con el dígrafo ου que representaba también la vocal semicerrada posterior redondeada pero larga, AFI: [oː]. 
En griego moderno, tanto omega como omicrón representan el mismo sonido, la vocal media posterior redondeada, AFI: [o̞] o  [ɔ̝]. En griego moderno no existen las vocales largas.

### Como símbolo
Como es la última letra del alfabeto, puede ser usada para denotar el fin de algo, como antónimo de alfa, que simboliza el comienzo. Por ejemplo, «Yo soy el alfa y el omega, el primero y el último, el principio y el fin» (Apocalipsis 22, 13). 
La letra minúscula ω se usa como símbolo:
- En física, velocidad angular o frecuencia angular.
- En matemáticas, el primer número ordinal transfinito.
- En telecomunicaciones, está relacionada con el espectro de una señal continua.
- En electricidad, pulsación de una señal.
- En bioquímica, indica el número de carbonos desde el fin de la cadena alifática de un ácido graso. En los ácidos graso insaturados, indica cuántos carbonos hay entre el fin de la cadena y el doble enlace. Los ácidos grasos Omega-3, por ejemplo, tienen doble enlace tres carbonos desde el fin de la cadena.
- En teoría de base de datos, el valor nulo o desconocido.
- En mecánica de suelos, representa el contenido de agua o humedad.

La omega se ha empleado para simbolizar:
- El nombre de la versión libre de 16 bits (Unicode) de TEX ().

- En matemáticas, representa el Espacio de las formas diferenciales.
- En estadística, representa el Espacio muestral.
- En ciencias de la computación, representa el conjunto de todas las funciones de complejidad que son cota inferior de otra función dada.
- En telecomunicaciones, está relacionada con el espectro de una señal discreta.
- En física, Ω representa el ohmio, unidad de resistencia eléctrica.
- Es el logotipo de la firma relojera Omega.

## En la cultura popular
- Omega Ω es el símbolo que identifica al personaje de ficción Darkseid, villano de DC Comics.
- Omega Men también es el nombre de un grupo de superhéroes de DC Comics.
- En Locke & key, hay una llave (la llave Ω) muy poderosa, capaz de abrir la puerta al infierno.
- En X-men, un villano se llama a sí mismo Omega Rojo y en su frente tiene el símbolo de la omega mayúscula. También encontramos a Kid Omega que montó un motín en el Instituto Xavier junto a la banda que lideraba, la Banda Omega.
- En la clave de un juego de Xbox 360 llamado Silent Hill,* Es el logo y da nombre al juego de navegador Omegan.
- Es el símbolo de God of War, una serie de videojuegos para las consolas PlayStation.
- En la saga de la animación de Digimon, uno de los «Royal Knights» es conocido con el nombre de «Omegamon» en su versión japonesa y como Omnimon en su versión americana. También en Digimon Xros Wars, la evolución natural de Shoutmon es llamada OmegaShoutmon u ΩShoutmon, y es descendiente de Omegamon.
- En la saga de Earthbound (Mother), los Psi o PK tienen algunas letras del alfabeto griego y a la letra Ω como el nivel más poderoso de los diferentes Psi que existen en el juego.
- En la saga de los Dragones Oscuros de Dragon Ball GT, spin-off creado por Toei Animation, el último y definitivo villano de la serie, Súper Yi Shin-Long, es también conocido como Omega Shenron cuando alcanza su forma final.
- En Sonic Heroes, el doctor Ivo Robotnik (Eggman) tiene perdido a uno de sus robots serie "e" llamado E-123 Omega, que después se vuelve en su contra, así tratando de atacar a Rouge the Bat cuando liberó a Shadow the Hedgehog pensando que son Eggman.
- En la saga de Megaman Legends aparece este signo.
- En la saga de Devil May Cry el personaje Vergil se hace llamar a sí mismo "El Alfa y el Omega"
- En la saga Mega Man Zero, Omega es uno de los antagonistas principales.
- En Alice: Madness Returns se utiliza entre los otros símbolos del juego. Alice tiene en el cuello el símbolo de Omega.
- En The King of Fighters '95, el nombre del villano es Omega Rugal.
- En la Saga Final Fantasy, suele haber un monstruo llamado Ente Omega.
- En la serie de Saint Seiya Omega.
- En la saga Soul Calibur, las armas de Sophitia Alexandra son llamadas Omega Sword y Elk Shield (Espada Omega y Escudo del Alce)
- En el manga de Naoko Takeuchi, Sailor Moon, durante el arco Infinito, la letra Omega es mencionada para señalar el fin del mundo.
- En la serie de televisión Inazuma Eleven, Mark Evans, portero, hace la Mano Omega; además, en la secuela Inazuma Eleven Go Chrono Stone, hay tres equipos antagonistas cuyo nombre es Protocolo Omega.
- En la trilogía de Mass Effect, hay una estación espacial en los Sistemas de Terminus (al norte de la galaxia) conocida como "Omega". El nombre se debe a que está poblada por un sinfín de criminales que campan a sus anchas, motivo por el cual los humanos la consideran "el final de todo".
- Símbolo de Pokémon Rubí Omega, para la Regresión Primigenia de Groudon.
- Símbolo del escudo de Athena en Borderlands The Pre-Sequel.
- En la serie de Metroid, la penúltima fase del ciclo vital de un Metroid en su planeta de origen, que es SR388, recibe el nombre de Metroid Omega, y en Metroid Prime 3 Corruption, el penúltimo jefe es Ridley, pero ahí se llama Omega Ridley.
- En Undertale, el jefe final de la ruta neutral sería Flowey, pero ahí se llama Omega Flowey.
- Es el título del disco que crearon Enrique Morente junto a Lagartija Nick, pionero en la fusión del flamenco con el rock, en el que cantan a Federico García Lorca y a Leonard Cohen.
- En el universo de Star Trek Directiva Omega La partícula omega, dada su potencial naturaleza destructiva contra el subespacio, es una amenaza para las civilizaciones a lo largo y ancho de la galaxia. Por esta razón, todas y cada una de las partículas omega encontradas por la Flota deben ser destruidas. Star Trek: Voyager Temporada 4 Episodio 21.
- En el libro HombreMan y el plano perdido, el fallo omega se refiere a la propagación de datos inservibles en páginas web de recopilación de información.
- En el universo de Warhammer 40.000, una Omega blanca es la heráldica de los Ultramarines el cual es el capítulo de marines espaciales más relevante y poderoso.
- Tyson Smith Un luchador profesional canadiense, Usa la palabra Omega en su nombre en el ring Kenny Omega, quien actualmente trabaja en All Elite Wrestling como vicepresidente ejecutivo.
- En Soma (videojuego), la trama termina por desembocarse en el arma espacial Omega, siendo de grandes volúmenes y suponiendo el final del juego.

## Unicode
- Griego[10]

| Carácter      | Ω                          | Ω                          | ω                        | ω                        | Ⲱ                         | Ⲱ                         | ⲱ                       | ⲱ                       |
| ------------- | -------------------------- | -------------------------- | ------------------------ | ------------------------ | ------------------------- | ------------------------- | ----------------------- | ----------------------- |
| Unicode       | GREEK CAPITAL LETTER OMEGA | GREEK CAPITAL LETTER OMEGA | GREEK SMALL LETTER OMEGA | GREEK SMALL LETTER OMEGA | COPTIC CAPITAL LETTER OOU | COPTIC CAPITAL LETTER OOU | COPTIC SMALL LETTER OOU | COPTIC SMALL LETTER OOU |
| Codificación  | decimal                    | hex                        | decimal                  | hex                      | decimal                   | hex                       | decimal                 | hex                     |
| Unicode       | 937                        | U+03A9                     | 969                      | U+03C9                   | 11440                     | U+2CB0                    | 11441                   | U+2CB1                  |
| UTF-8         | 206 169                    | CE A9                      | 207 137                  | CF 89                    | 226 178 176               | E2 B2 B0                  | 226 178 177             | E2 B2 B1                |
| Ref. numérica | &#937;                     | &#x3A9;                    | &#969;                   | &#x3C9;                  | &#11440;                  | &#x2CB0;                  | &#11441;                | &#x2CB1;                |
| Ref. entidad  | &Omega;                    | &Omega;                    | &omega;                  | &omega;                  |                           |                           |                         |                         |
| DOS Greek     | 151                        | 97                         | 224                      | E0                       |                           |                           |                         |                         |
| DOS Greek-2   | 213                        | D5                         | 250                      | FA                       |                           |                           |                         |                         |
| Windows 1253  | 217                        | D9                         | 249                      | F9                       |                           |                           |                         |                         |
| TeX           | \Omega                     | \Omega                     | \omega                   | \omega                   |                           |                           |                         |                         |

- Cirílico

| Carácter      | Ѡ                             | Ѡ                             | ѡ                           | ѡ                           | ꙻ                                | ꙻ                                |
| ------------- | ----------------------------- | ----------------------------- | --------------------------- | --------------------------- | ------------------------------- | ------------------------------- |
| Unicode       | CYRILLIC CAPITAL LETTER OMEGA | CYRILLIC CAPITAL LETTER OMEGA | CYRILLIC SMALL LETTER OMEGA | CYRILLIC SMALL LETTER OMEGA | COMBINING CYRILLIC LETTER OMEGA | COMBINING CYRILLIC LETTER OMEGA |
| Codificación  | decimal                       | hex                           | decimal                     | hex                         | decimal                         | hex                             |
| Unicode       | 1120                          | U+0460                        | 1121                        | U+0461                      | 42619                           | U+A67B                          |
| UTF-8         | 209 160                       | D1 A0                         | 209 161                     | D1 A1                       | 234 153 187                     | EA 99 BB                        |
| Ref. numérica | &#1120;                       | &#x460;                       | &#1121;                     | &#x461;                     | &#42619;                        | &#xA67B;                        |

| Carácter      | Ѻ                                   | Ѻ                                   | ѻ                                 | ѻ                                 | Ꙍ                                   | Ꙍ                                   | ꙍ                                 | ꙍ                                 |
| ------------- | ----------------------------------- | ----------------------------------- | --------------------------------- | --------------------------------- | ----------------------------------- | ----------------------------------- | --------------------------------- | --------------------------------- |
| Unicode       | CYRILLIC CAPITAL LETTER ROUND OMEGA | CYRILLIC CAPITAL LETTER ROUND OMEGA | CYRILLIC SMALL LETTER ROUND OMEGA | CYRILLIC SMALL LETTER ROUND OMEGA | CYRILLIC CAPITAL LETTER BROAD OMEGA | CYRILLIC CAPITAL LETTER BROAD OMEGA | CYRILLIC SMALL LETTER BROAD OMEGA | CYRILLIC SMALL LETTER BROAD OMEGA |
| Codificación  | decimal                             | hex                                 | decimal                           | hex                               | decimal                             | hex                                 | decimal                           | hex                               |
| Unicode       | 1146                                | U+047A                              | 1147                              | U+047B                            | 42572                               | U+A64C                              | 42573                             | U+A64D                            |
| UTF-8         | 209 186                             | D1 BA                               | 209 187                           | D1 BB                             | 234 153 140                         | EA 99 8C                            | 234 153 141                       | EA 99 8D                          |
| Ref. numérica | &#1146;                             | &#x47A;                             | &#1147;                           | &#x47B;                           | &#42572;                            | &#xA64C;                            | &#42573;                          | &#xA64D;                          |

- Latino (AFI)

| Carácter      | ɷ                               | ɷ                               | Ꞷ                          | Ꞷ                          | ꞷ                        | ꞷ                        |
| ------------- | ------------------------------- | ------------------------------- | -------------------------- | -------------------------- | ------------------------ | ------------------------ |
| Unicode       | LATIN SMALL LETTER CLOSED OMEGA | LATIN SMALL LETTER CLOSED OMEGA | LATIN CAPITAL LETTER OMEGA | LATIN CAPITAL LETTER OMEGA | LATIN SMALL LETTER OMEGA | LATIN SMALL LETTER OMEGA |
| Codificación  | decimal                         | hex                             | decimal                    | hex                        | decimal                  | hex                      |
| Unicode       | 631                             | U+0277                          | 42934                      | U+A7B6                     | 42935                    | U+A7B7                   |
| UTF-8         | 201 183                         | C9 B7                           | 234 158 182                | EA 9E B6                   | 234 158 183              | EA 9E B7                 |
| Ref. numérica | &#631;                          | &#x277;                         | &#42934;                   | &#xA7B6;                   | &#42935;                 | &#xA7B7;                 |

- Símbolo funcional

| Carácter      | ⍵                           | ⍵                           | ⍹                                    | ⍹                                    | Ω           | Ω        | ℧                 | ℧                 |
| ------------- | --------------------------- | --------------------------- | ------------------------------------ | ------------------------------------ | ----------- | -------- | ----------------- | ----------------- |
| Unicode       | APL FUNCTIONAL SYMBOL OMEGA | APL FUNCTIONAL SYMBOL OMEGA | APL FUNCTIONAL SYMBOL OMEGA UNDERBAR | APL FUNCTIONAL SYMBOL OMEGA UNDERBAR | OHM SIGN    | OHM SIGN | INVERTED OHM SIGN | INVERTED OHM SIGN |
| Codificación  | decimal                     | hex                         | decimal                              | hex                                  | decimal     | hex      | decimal           | hex               |
| Unicode       | 9077                        | U+2375                      | 9081                                 | U+2379                               | 8486        | U+2126   | 8487              | U+2127            |
| UTF-8         | 226 141 181                 | E2 8D B5                    | 226 141 185                          | E2 8D B9                             | 226 132 166 | E2 84 A6 | 226 132 167       | E2 84 A7          |
| Ref. numérica | &#9077;                     | &#x2375;                    | &#9081;                              | &#x2379;                             | &#8486;     | &#x2126; | &#8487;           | &#x2127;          |

- Matemáticas

| Carácter      | 𝛀                               | 𝛀                               | 𝛚                             | 𝛚                             | 𝛺                                 | 𝛺                                 | 𝜔                               | 𝜔                               | 𝜴                                      | 𝜴                                      | 𝝎                                    | 𝝎                                    |
| ------------- | ------------------------------- | ------------------------------- | ----------------------------- | ----------------------------- | --------------------------------- | --------------------------------- | ------------------------------- | ------------------------------- | -------------------------------------- | -------------------------------------- | ------------------------------------ | ------------------------------------ |
| Unicode       | MATHEMATICAL BOLD CAPITAL OMEGA | MATHEMATICAL BOLD CAPITAL OMEGA | MATHEMATICAL BOLD SMALL OMEGA | MATHEMATICAL BOLD SMALL OMEGA | MATHEMATICAL ITALIC CAPITAL OMEGA | MATHEMATICAL ITALIC CAPITAL OMEGA | MATHEMATICAL ITALIC SMALL OMEGA | MATHEMATICAL ITALIC SMALL OMEGA | MATHEMATICAL BOLD ITALIC CAPITAL OMEGA | MATHEMATICAL BOLD ITALIC CAPITAL OMEGA | MATHEMATICAL BOLD ITALIC SMALL OMEGA | MATHEMATICAL BOLD ITALIC SMALL OMEGA |
| Codificación  | decimal                         | hex                             | decimal                       | hex                           | decimal                           | hex                               | decimal                         | hex                             | decimal                                | hex                                    | decimal                              | hex                                  |
| Unicode       | 120512                          | U+1D6C0                         | 120538                        | U+1D6DA                       | 120570                            | U+1D6FA                           | 120596                          | U+1D714                         | 120628                                 | U+1D734                                | 120654                               | U+1D74E                              |
| UTF-8         | 240 157 155 128                 | F0 9D 9B 80                     | 240 157 155 154               | F0 9D 9B 9A                   | 240 157 155 186                   | F0 9D 9B BA                       | 240 157 156 148                 | F0 9D 9C 94                     | 240 157 156 180                        | F0 9D 9C B4                            | 240 157 157 142                      | F0 9D 9D 8E                          |
| Ref. numérica | &#120512;                       | &#x1D6C0;                       | &#120538;                     | &#x1D6DA;                     | &#120570;                         | &#x1D6FA;                         | &#120596;                       | &#x1D714;                       | &#120628;                              | &#x1D734;                              | &#120654;                            | &#x1D74E;                            |

| Carácter      | 𝝮                                          | 𝝮                                          | 𝞈                                        | 𝞈                                        | 𝞨                                                 | 𝞨                                                 | 𝟂                                               | 𝟂                                               |
| ------------- | ------------------------------------------ | ------------------------------------------ | ---------------------------------------- | ---------------------------------------- | ------------------------------------------------- | ------------------------------------------------- | ----------------------------------------------- | ----------------------------------------------- |
| Unicode       | MATHEMATICAL SANS-SERIF BOLD CAPITAL OMEGA | MATHEMATICAL SANS-SERIF BOLD CAPITAL OMEGA | MATHEMATICAL SANS-SERIF BOLD SMALL OMEGA | MATHEMATICAL SANS-SERIF BOLD SMALL OMEGA | MATHEMATICAL SANS-SERIF BOLD ITALIC CAPITAL OMEGA | MATHEMATICAL SANS-SERIF BOLD ITALIC CAPITAL OMEGA | MATHEMATICAL SANS-SERIF BOLD ITALIC SMALL OMEGA | MATHEMATICAL SANS-SERIF BOLD ITALIC SMALL OMEGA |
| Codificación  | decimal                                    | hex                                        | decimal                                  | hex                                      | decimal                                           | hex                                               | decimal                                         | hex                                             |
| Unicode       | 120686                                     | U+1D76E                                    | 120712                                   | U+1D788                                  | 120744                                            | U+1D7A8                                           | 120770                                          | U+1D7C2                                         |
| UTF-8         | 240 157 157 174                            | F0 9D 9D AE                                | 240 157 158 136                          | F0 9D 9E 88                              | 240 157 158 168                                   | F0 9D 9E A8                                       | 240 157 159 130                                 | F0 9D 9F 82                                     |
| Ref. numérica | &#120686;                                  | &#x1D76E;                                  | &#120712;                                | &#x1D788;                                | &#120744;                                         | &#x1D7A8;                                         | &#120770;                                       | &#x1D7C2;                                       |